# Charles Januarius Acton
Pour les autres membres de la famille, voir Famille Acton.
Charles Januarius Acton (né le 6 mars 1803 à Naples et mort le 23 juin 1847 à Naples) est un cardinal italien.

## Biographie
D'ascendance noble originaire de Shropshire en Angleterre, son père, Joseph Acton était premier ministre du royaume de Naples. Il est l'oncle de l'historien John Emerich Edward Dalberg-Acton.
Acton exerce des fonctions au sein de la Curie romaine, notamment comme auditeur général de la Chambre apostolique.
Le pape Grégoire XVI le crée cardinal in pectore lors du consistoire du 12 février 1839. Sa création est publiée le 24 janvier 1842. Il participe au conclave de 1846, lors duquel Pie IX est élu pape. Il est nommé préfet de la Congrégation des indulgences et reliques en 1846, mais en raison de problème de santé il se retire à Naples où il meurt dès 1847.

### Sources
- Fiche du cardinal Acton sur le site de la Florida International University Library